# لو دابس
لو دابس (انگلیسی: Lou Dobbs؛ زادهٔ ۲۶ سپتامبر ۱۹۴۵) یک مجری رادیو، و گوینده اخبار اهل ایالات متحده آمریکا است.